# Nicolás Coelho de Amiral
Nicolás Coelho de Amiral (Lisboa, siglo XVI - Valladolid, 6 de julio de 1568) fue un escritor, sacerdote católico, religioso trinitario, misionero y profesor portugués.

## Biografía
Nicolás Coelho de Amiral nació en Lisboa hacia la primera mitad del siglo XVI, en el seno de una de las familias más ilustres de la ciudad. Ingresó en el convento de los trinitarios de Lisboa, donde profesó sus votos religiosos el 14 de abril de 1544 y fue ordenado sacerdote. Fue uno de los cuatro religiosos que por voluntad del rey Juan III de Portugal fue enviado a estudiar a la Universidad de Coímbra. Allí se especializó en ciencias literarias, griego y latín, siendo discípulo del famoso catedrático Pedro Nunes.
Coelho de Amiral fue enviado como misionero por cinco años a las Indias Orientales. A su regreso a Portugal el rey Juan III le nombró catedrático de Sagrada Escritura de la Universidad de Coímbra. Fue llamado, igualmente, a desempeñar el cargo de catedrático de Prima de Sagrada Teología en la Universidad de Valladolid. Además, aprovechando su estancia en Castilla, fue nombrado primer rector del colegio de los trinitarios en Valladolid. Murió en esta ciudad el 6 de julio de 1568.
Se conservan algunos escritos de Coehlo, entre estos destacan: "Chronologia seu ratio temporum maxime in theologorum atque bonarum litterarum studiosprum gratiam (Coímbra 1553) y Monasticon de primis hispanorum Regibus liber primus (Coímbra 1554).